# Örsundaån
Örsundaån är en, inklusive källflöden, 74 km lång å i Uppland. 

## Sträckning, biflöden och avrinningsområde
Avrinningsområdet på 734 km² består av 52 % skog, 4 % våtmark, 42 % åker- och ängsmark, 1 % sjöar och 1 % övrig mark. Här bor 13 000 människor. Örsundaån rinner upp i Vansjön vid Molnebo några kilometer norr om Morgongåva, passerar Heby och fortsätter åt sydsydost till trakterna av Frösthult, där den svänger mot ost och rinner ut i Alstasjön. Från Alstasjön rinner en östlig del av ån vidare genom Örsundsbro och mynnar ut i Lårstaviken (Mälaren) ett par kilometer öster därom. Hela denna östliga del muddrades och blev farled för ångbåtar på 1800-talet, vilket var en förutsättning för samhällets tillväxt.
Örsundaån tillhör Norrströms huvudavrinningsområde. Ån är kraftigt näringsbelastad.
Tillrinningsflöden till Örsundaån är Lillån, Gällbäcken, Skattmansöån, Långtorabäcken och Nysätraån.

## Natur och miljöpåverkan
I ån finns fria vandringsvägar för fisk upp till Vånsjöbro där en delvis raserad damm utgör vandringshinder. Den rödlistade fiskarten asp leker i ån. Ån skär igenom naturreservatet Hårsbäcksdalen, där ån har haft en starkt bidragande effekt på landskapet. Längs med ån finns flera gamla kvarnar som utnyttjat vattenkraften.